# Хипобарија
Хипобарија, хипобаризам, дизбаризам је скуп поремећаја, без хипоксије, који настаје као последица утицаја сниженог барометарског притиска средине на тело човека, у коме се због већег притисак гаса у телесним шупљинама и телесним течностима, гасови шире у шупљинама тела (вршећи притисак на њихове унутрашње зидове) и стварају гасни мехурићи у ткивима због тежње гасова растворених у телесним течностима да изађу из раствора.
Манифестације хипобарије се крећу од свраба и мањег бола до неуролошких симптома, срчаног колапса и смрти. Све у свему, могу се јавити четири клиничке слике: декомпресионе болести, баротрауме, наркоза инертним гасом и тровање кисеоником.
Дисбаризам се јавља код малог процента популације, али представља широко распрострањен проблем за који је мало лекара обучено да га препозна и да се њиме бави.
Иако су његове манифестације често благе, у најтежим случајевима може доћи до трајне повреде, посебно када се не препозна или када се не лечи.
Лекар хитне помоћи мора бити обучен да сумња на дисбаризам на основу клиничке и медицинске историје и да лечи ова стања.

## Етиологија
Ризик од развоја хипобарије или дисбаризма је већи него претходних деценија, због напретка технологије и ширења одређених спортских активности. и  захтева хитну медицинску помоћ која није широко истражена.
Иако је најчешћи узрок дисбаризма подводно роњење, оно се такође може повезати са авијацијом и истраживањем свемира, као и радом у тунелима са компримованим ваздухом и кесоном. Штавише, дисбаризам може настати из јатрогених узрока који нису повезани са декомпресијом, као што су неинвазивна вентилација и инвазивна механичка вентилација.

## Патофизиологија
Различите патологије могу настати када се тело подвргне притиску већем од атмосферског или када се након излагања притиску пребрзо врати на нормалан притисак (декомпресија). У првом случају, патголошки поремечаји ће се развити када се притисак повећа до тачке превазилажења адаптивних механизама организма; у другом случају, они ће се развити када је време декомпресије прекратко да би адаптивни механизми били ефикасни.
У хипобарији ефекти повећања притиска јављају се само на стишљивим супстанцама у телу. Како се људско тело највећим делом састоји од воде, која је нестишљива, промени атмосферског притиска могу да буду изложени:
- гасови у шупљинама тела и вискозним органима,
- гасови растворени у крви.

Физичке карактеристике гасова и промене у телу које се дешавају у хипобарији најбоље се могу описати уз помоћ основних гасних закона од којих је су најзначајнији: 
Бојлов закон
PV = K
(P = притисак, V = запремина, K = константа)
На константној температури, запремина гаса варира и обрнуто је пропорционална притиску. Слично томе, за колико пута повећамо притисак гаса, толико пута ћемо смањити запремину и обрнуто, уз услов да је темпертура константна. Притисак варира инверзно са запремином (волуменом). Једноставно речено, то значи да ако се притисак удвостручи обим је преполовљен, и обрнуто.
Након наглог излагања ниском атмосферском притиску или хипобарији, у организму човека настаје по живот више опасних последица, пре свега на: плућима, срцу и мозгу, али и не мање значајене у телесним шупљинама, мишићима и поткожном ткиву.
Оштећење плућа
Оштећење плућа  у хипобарији може настати у брзој или експлозивној декомпресији а јавља се првенствено због велике разлике између натпритиска који влада у плућима и ниског притисак у спољашњој средини, или диференцијалне разлике од око 80 mmHg, која је довољна да изазове цепање (руптуру) плућног паренхима и руптуру алвеола; крварење у плућима (у распону од петехијалног до континуираног крварења у зависности од величине и брзине декомпресије). У плућима врло брзо настају и емфизематозне промене које су посебно изражене у горњим партијама, и ателектаза и едем у доњим партијама плућа.
Кардиоваскуларна оштећења
Кардиоваскуларна оштећења и промене у срчаном мишићу повезана су са појавом гасних мехурића (еболуса) који изазивају истезање миокарда пре свега због недостатка кисеоника (хипоксија). Пулс расте првих 20 секунди, затим након шездесет секунди опада на 40% од основне вредности. Након око два минута артеријски крвни притисак пада на нулу а пулсни талас се губи, али се контракције срца одржавају најмање још 5 до 7 минута.
Оштећења централног нервног система
Централни нервни систем у брзој или експлозивној декомпресије изнад 19.000 метара, трпи највећа оштећења. Она су пре свега последица хипоксије због недостатком кисеоника у можданом ткиву, као последица смањеног протока крви кроз мозак изазваног церебралном или глобалном исхемијом
Оштећења коже и мишића
У кожи и мишићима након декомпресије промене су најизраженије, иако директно не угрожавају живот. Променаме су у виду гомилања гасних мехурића или емболуса (изазваних хладним кључањем течности), који се манифестују поткожним отоком и боловима у мишићима. Ове промене могу врло брзо „надувати“ тело чија се запремина може увећати и до два пута од нормалне.

## Клиничка слика
Манифестације дисбаризма се крећу од свраба и мањег бола до неуролошких симптома, срчаног колапса и смрти. Укупно се може јавити пет клиничких слика: 

### 1. Декомпресиона болест
Декомпресиона болест је мултисистемска болест узрокована стварањем мехурића гаса у крви и ткивима током или након смањења притиска околине (декомпресија). Како се притисак околине повећава, ваздушни притисак инертног гаса (обично азота) је већи од његовог артеријског притиска, што доводи до тога да ткива апсорбују овај инертни гас док се не постигне равнотежа између два притиска. Апсорпција зависи од градијента ткивне алвеоле и од односа растворљивости крви.

### 2. Баротраума
Баротраума је узрокована разликом у притиску између гаса унутар, у контакту са или изван тела и притиска околног гаса или течности. Може се десити или са прекомерним повећањем (нпр. зарон „надоле“) или са брзим смањењем (нпр. „узбрдо“) спољашњег притиска. Како спољашњи притисак расте, запремина гаса у телесним шупљинама које садрже ваздух се смањује (нпр. плућа, средње уво, синуси, гастроинтестинални тракт, итд.). Супротно се дешава када се спољни притисак смањи. Оштећење ткива може бити последица разлике притиска када притисак у овим органима није једнак новом притиску околине.
Гасна емболија се јавља када градијент притиска дозвољава ваздуху да уђе у крвоток. Ово, заузврат, узрокује блокаду крвног суда једним или више мехурића ваздуха или другог гаса.
Представља страшну клиничку форму, која се може представити као компликација и баротрауме и декомпресијске болести или закомпликовати мешовите облике.

### 3. Наркоза инертним гасом
Наркоза инертним гасом је физички и ментални поремећај, субјективан и објективан, који се јавља када се удишу гасне мешавине које садрже одређене инертне гасове под притиском.
Удисање ваздуха при притисцима већим од 4 АТА доводи до наркозе инертним гасом, због повећаног парцијалног притиска инертних гасова (као што је азаот)  у централном нервном систему. Како се спољни притисак повећава, парцијални притисак азота раствореног у крви расте, значајно повећавајући могућност везивања за кисеоник и формирање азот-оксида, аналгетика и анестетика познатог и као гас за смех, изазивајући тако токсични ефекат на организам, познат као азотна наркоза.
Наркоза инертним гасом, међутим, није повезана само са азотом и формирањем диазот-оксида, већ и са другим гасовима присутним у смеши која се удише под водом.

### 4. Тровање кисеоником
Удисање кисеоника при парцијалном притиску већем од нормалног може изазвати токсичност кисеоника или тровање кисеоником. Кисеоник при парцијалним притисцима изнад 1,4 АТА може изазвати акутну неуротоксичност.
Клиничка окружења у којима се јавља токсичност кисеоника углавном су подељена у две групе: једну у којој је пацијент краткотрајно изложен веома високим концентрацијама кисеоника, а другу где је пацијент изложен нижим концентрацијама кисеоника, али дуже. Ова два случаја могу довести до акутне и хроничне токсичности кисеоника, респективно.
Фактори ризика за развој токсичности кисеоника укључују хипербаричну терапију кисеоником, изложеност продуженом високом нивоу кисеоника, недоношчад и роњење.

## Мере превенције
Редовна процена здравља треба да се спроведе код сваког радника, пре запошљавања, на радним местима на којима је радник:
- изложен великим висинама у току рада дуже од шест месеци,
- борави у условима хипобарије најмање 30% радног времена, испрекидано, са системом заштите.
- борави наизменично на великим и малим висинама без претходног искуства у боравку на великим висинама

Ванредним прегледима подлежу радници након што су имали здравствене проблеме у току боравака у условима хипобарије. Здравствене процене за боравак у условима хипобарије плаћа послодавац, односно компанија која има потребу да запослене излаже условима хипобарије.